# Kies (kráter)
Nezaměňovat s jiným měsíčním kráterem podobného názvu - Kiess.

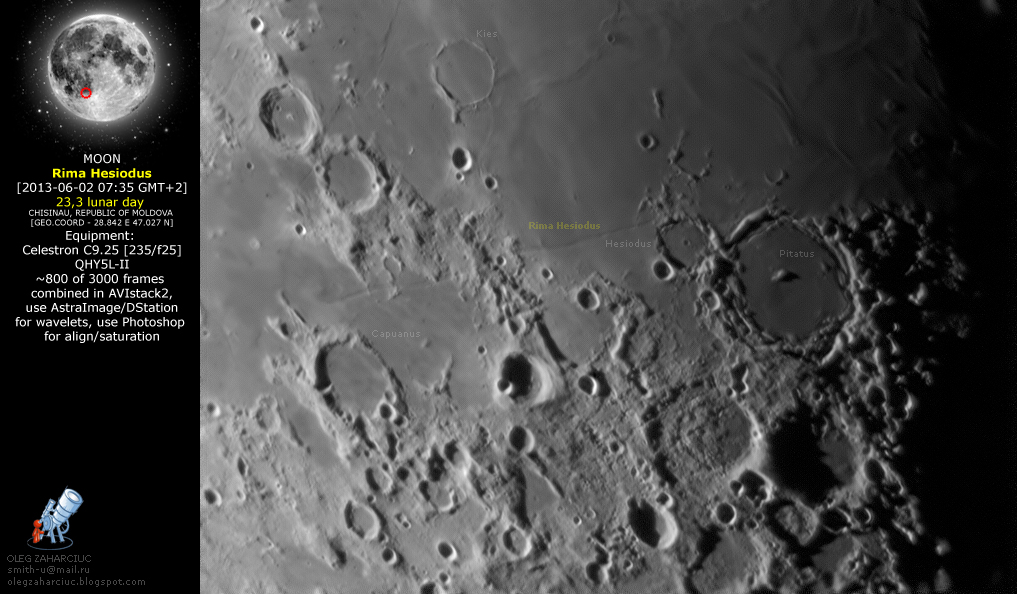
Poloha kráteru Kies (nahoře).

Kies je lávou zatopený kráter bez centrálního vrcholku ležící v jihozápadní části Mare Nubium (Moře mraků) na přivrácené straně Měsíce. Má průměr 44 km a je situován jižně od výrazného kráteru Bullialdus.
Kies byl v minulosti zaplaven lávou, jeho dno je tedy nyní relativně ploché a okrajový val je velmi nízký. Je pravidelného kruhovitého tvaru, pouze na jihu trčí výčnělek. Blízko něj (západně) lze nalézt lunární dóm, druh štítové sopky, nazvaný Kies pí (Kies π).
Jihozápadně od něj se nachází dvojice přibližně stejně velkých kráterů Mercator a Campanus a také zlom Rupes Mercator. Severozápadně leží menší kráter König.

## Název
Pojmenován je podle německého matematika a astronoma Johanna Kiese.

## Satelitní krátery
V okolí se nachází několik dalších kráterů. Ty byly označeny podle zavedených zvyklostí jménem hlavního kráteru a velkým písmenem abecedy.
| Kies | Sel. šířka | Sel. délka | Průměr |
| ---- | ---------- | ---------- | ------ |
| A    | 28.3° J    | 22.7° Z    | 16 km  |
| B    | 28.7° J    | 21.9° Z    | 9 km   |
| C    | 26.0° J    | 26.1° Z    | 5 km   |
| D    | 24.9° J    | 18.5° Z    | 6 km   |
| E    | 28.7° J    | 22.7° Z    | 6 km   |